# Sportowe ratownictwo wodne na World Games 2017 – holowanie ratownika w płetwach na 100 m kobiet
Holowanie ratownika w płetwach na 100 m kobiet – jedna z konkurencji sportowego ratownictwa wodnego rozgrywanych podczas World Games 2017 we Wrocławiu.
Eliminacje i finał rozegrane zostały 22 lipca. Zawody odbyły się na pływalni w Hali „Orbita”.

## Rekordy
Przed rozpoczęciem World Games 2017 obowiązywały następujące rekordy:
| Rekord świata      | Justine Weyders | 57,35 | Mediolan | 30 kwietnia 2017 |
| Rekord World Games | Justine Weyders | 59,68 | Cali     | 27 lipca 2013    |

## Terminarz
| Data          | Godzina (UTC+2)   | Wydarzenie             |
| ------------- | ----------------- | ---------------------- |
| 22 lipca 2017 | 10:55 11:00 11:05 | Wyścigi kwalifikacyjne |
| 22 lipca 2017 | 18:05             | Finał                  |

## Wyniki

### Kwalifikacje
Źródło: 

#### Wyścig 1
Godzina: 10:55
| Poz. | Imię i nazwisko  | Narodowość    | Tor | Reakcja | Wynik   | Uwagi | Kwal. |
| ---- | ---------------- | ------------- | --- | ------- | ------- | ----- | ----- |
| 1    | Federica Volpini | Włochy        | 4   | 0,80    | 59,84   |       | Q     |
| 2    | Isabel Costa     | Hiszpania     | 3   | 0,87    | 1:01,92 |       | Q     |
| 3    | Pamela Hendry    | Australia     | 5   | 0,91    | 1:03,04 |       | Q     |
| 4    | Madison Kidd     | Nowa Zelandia | 6   | 0,78    | 1:03,13 |       | R     |
| 5    | Anna Nocoń       | Polska        | 2   | 0,83    | 1:03,71 |       |       |
| 6    | Sofie Bogaerts   | Belgia        | 7   | 0,84    | 1:04,66 |       |       |

#### Wyścig 2
Godzina: 11:00
| Poz. | Imię i nazwisko   | Narodowość | Tor | Reakcja | Wynik   | Uwagi | Kwal. |
| ---- | ----------------- | ---------- | --- | ------- | ------- | ----- | ----- |
| 1    | Prue Davies       | Australia  | 3   | 0,79    | 1:01,35 |       | Q     |
| 2    | Alena Kröhler     | Niemcy     | 6   | 0,74    | 1:02,11 |       | Q     |
| 3    | Laura Pranzo      | Włochy     | 4   | 0,98    | 1:03,01 |       | Q     |
| 4    | Li Yongxin        | Chiny      | 7   | 0,79    | 1:05,18 |       |       |
| 5    | Nami Mizuma       | Japonia    | 2   | 0,88    | 1:05,46 |       |       |
|      | Andrea Valenciano | Hiszpania  | 5   | 0,80    | DSQ     |       |       |

#### Wyścig 3
Godzina: 11:05
| Poz. | Imię i nazwisko  | Narodowość    | Tor | Reakcja | Wynik   | Uwagi | Kwal. |
| ---- | ---------------- | ------------- | --- | ------- | ------- | ----- | ----- |
| 1    | Justine Weyders  | Francja       | 4   | 0,74    | 58,97   | WG    | Q     |
| 2    | Natalie Peat     | Nowa Zelandia | 5   | 0,79    | 1:01,33 |       | Q     |
| 3    | Sophia Bauer     | Niemcy        | 2   | 0,76    | 1:03,19 |       | R     |
| 4    | Nele Vanbuel     | Belgia        | 6   | 0,82    | 1:03,38 |       |       |
| 5    | Yukiko Yamamoto  | Japonia       | 7   | 0,79    | 1:10,08 |       |       |
| 6    | Hu Yifan         | Chiny         | 1   | 1,04    | 1:10,95 |       |       |
|      | Magalie Rousseau | Francja       | 3   |         | DNS     |       |       |

### Finał
Źródło: 

Godzina: 18:10
| Poz.   | Imię i nazwisko  | Narodowość    | Tor | Reakcja | Wynik   | Uwagi |
| ------ | ---------------- | ------------- | --- | ------- | ------- | ----- |
| złoto  | Justine Weyders  | Francja       | 4   | 0,76    | 57,18   | WR    |
| srebro | Federica Volpini | Włochy        | 5   | 0,78    | 57,94   |       |
| brąz   | Pamela Hendry    | Australia     | 8   | 0,89    | 1:00,29 |       |
| 4      | Prue Davies      | Australia     | 6   | 0,75    | 1:00,40 |       |
| 5      | Laura Pranzo     | Włochy        | 1   | 1,00    | 1:01,45 |       |
| 6      | Isabel Costa     | Hiszpania     | 2   | 0,81    | 1:01,54 |       |
| 7      | Natalie Peat     | Nowa Zelandia | 3   | 0,80    | 1:01,74 |       |
| 8      | Alena Kröhler    | Niemcy        | 7   | 0,76    | 1:01,90 |       |